# 나디아 코마네치
나디아 엘레나 코마네치(루마니아어: Nadia Elena Comăneci 나디아 엘레나 코머네치[*], 1961년 11월 12일 ~ )는 루마니아계 미국인 전 기계체조 선수로 올림픽 체조 부문에서 세계 최초로 10점 만점을 받았다.

## 선수 경력

### 기계체조 입문
코마네치는 1961년 11월 12일 루마니아 오네슈티에서 금속 노동자인 아버지와 노동자인 어머니 사이에서 1남 1녀 중 장녀로 태어났다. 다섯 살 때까지는 평범한 소녀로 자랐지만 여섯 살 때 벨라 카롤리 코치의 눈에 띄어 ‘카롤리 체조 연구원’에 입문한 뒤 하루 4~5시간의 훈련과 음식 조절을 해가며 체조 요정의 꿈을 키워가기 시작했다. 1969년에 처음으로 전국 청소년 체조선수권대회에 참가하여 13위에 올랐으며 1970년에는 같은 대회에서 우승을 차지했다. 그녀가 처음으로 국제 경기에 참가했던 것은 1972년 뮌헨 올림픽 대회에 앞서 1971년에 열린 공산주의 국가연합 청소년 체조선수권대회였다. 이 대회에서 코마네치는 3개의 금메달을 땄으며 그 후 1973년, 1974년에는 전 부문에서 우승을 기록했다. 청소년이 아닌 일반 선수 자격으로 처음 참가한 1975년의 세계 대회에서 4개의 금메달과 1개의 은메달을 획득하면서, 유럽 선수권을 5차례나 제패한 바 있는 소련의 류드밀라 투리셰바를 제치고 1위에 올랐다. 이어 1976년 뉴욕시에서 개최된 아메리카컵 대회에서도 우승했으며 여자 체조 선수로서는 최초로 2단 평행봉에서 2회전 뒤로 공중 돌기를 하면서 착지하는 고난도의 기술을 성공시켰다.

### 몬트리올 올림픽
열네 살에 코마네치는 1976년 몬트리올 하계 올림픽에 출전했다. 거기서 그는 이단 평행봉 연기로 사상 최초의 10점 만점을 받아 전 세계인들을 놀라게 했다. 하지만 그의 명연기는 거기서 끝나지 않았다. 153cm, 39kg의 가냘픈 몸매의 코마네치는 그 후 그 대회에서 10점 만점을 여섯 차례나 더 기록하며 결국 금메달 셋(개인종합, 평균대, 이단 평행봉), 은메달 하나(단체종합), 동메달 하나(마루운동)을 획득했다.코마네치는 이미 1975년 유럽선수권에서 체조사상 처음으로 10점 만점을 받아 세계무대에서의 만점을 예고했다. 올림픽 역사가들은 몬트리올 올림픽 여자 체조에서 루마니아의 코마네치가 무려 일곱번이나 만점을 기록하면서 금메달 3개를 차지한 것을 매우 중요하게 기록하고 있다. 사실 체조는 기록경기가 아니라 인간의 눈으로 선수들의 플레이(또는 연기)를 보고 10점을 만점으로 해서 점수를 매기는 경기이기 때문에 9.9점이라면 몰라도 10점 만점을 주기가 어려운 종목이다. 신이 아니고서는 완벽한 플레이를 할 수 없다는 게 그때까지 체조계의 불문율이었던 것이다. 코마네치의 연기는 신의 경지에 이르렀다는, 즉 심판들이 앞으로 ‘이보다 더 뛰어난 플레이는 없다’는 뜻에서 만점을 준 것이다. 여자체조는 코마네치를 기점으로 여성미를 보여주는 눈요깃거리 스포츠에서 기술이 가미된 ‘예술’로 승화했다. 1976년의 몬트리올 올림픽 대회 이후 그녀는 당시 공산국가였던 루마니아의 국민적 영웅이 되어 '영웅'(공산주의 국가들에서는 자본주의 국가들에 비해 늦추어진 산업화를 격려하기 위해 생산성이 높은 노동자들을 생산 영웅, 노력 영웅이라고 칭찬하여, 노동자들을 격려했다. 코마네치도 여자체조에서 뛰어난 성적을 보인 운동선수이므로 정부에서 영웅이라고 부르면서 칭찬한 것으로 생각됨.)이라는 칭호를 받았다.
코마네치는 뛰어난 체조 실력만큼이나 별명도 많았다. 체조경기장에서는 웃음 짓는 일이 거의 없어서 ‘작은 바위 덩어리’로 불렸고, 가로 10cm의 평균대를 훨훨 날고 이단평행봉에서 공중을 헤집듯이 절묘한 묘기를 연출할 때는 ‘냉정한 작은 벼룩’이라고도 불렸다. 당시 시사 잡지 《타임》은 그를 “인간의 몸을 빌려 지상에 나타난 요정”이라고 극찬했다.

### 1976년 이후
1976년 이후 코마네치는 당시 공산주의 국가였던 루마니아에서 젊은이로 성장하면서 자유가 없는 사회에 대한 어려움과 분노를 느끼기 시작했다. 그는 점점 나이가 들고, 아는 것도 많아졌고, 마침내 삶도, 경기도 결코 공정하지 않으며, 복종은 선택이지 주어진 숙명이 아님을 알게 되었다. 사춘기로 접어들면서 코마네치의 십대가 되고픈 욕망과 훌륭한 운동선수가 되고픈 욕망은 서로 충돌하게 되었다.
1977년 그녀는 주로 앞으로 뭘 하고 살 것인가를 고민하는 데만 골몰했다. 체조선수로서의 생명이 끝나간다고 느꼈고, 여느 십대처럼 혼란스러웠고 불안했으며, 자신의 삶의 다음 단계를 준비해야 한다는 절박감을 느꼈다. 당시 루마니아 체조연맹은 벨라 카롤리 코치와 코마네치를 당분간 떼어놓은 것이 최선의 방법이라는 결정을 내렸다. 그리고 그녀는 훈련을 하면서 대학교 수업을 받기 위해 수도인 부쿠레슈티로 떠났다. 이후의 여섯달을 코마네치는 훗날 자신의 삶에서 잃어버린 시간이라고 회고한다. 사춘기인데다 과식까지 해서 살이 10kg나 찌고, 부모님의 결혼 생활도 삐걱거리더니 결국 두 분이 이혼하기로 한 것이다.
1978년 카롤리는 정부로부터 전국청소년체조대회 팀을 스트라스부르에서 열리는 세계선수권대회에 데리고 나가라는 제안을 받았다. 그런데 정부는 거기에 덧붙여 새로운 선수들과 함께 과거 팀원들도 반드시 포함시킬 것을 요구했다. 그래서 카롤리는 코마네치를 다시 복귀시키기로 마음먹고, 그 해 그녀는 그와 함께 데바로 돌아갔다. 하지만 1978년 세계선수권대회에서 4위에 그치는 부진함을 보였고, 언론은 그녀가 끝장났으며 내리막길을 걷고 있다고 평했다. 하지만 그녀는 그것에 기죽지 않고 훈련을 계속해 불과 다섯달 뒤에, 시련을 극복하고 유럽선수권대회에서 금메달을 땄다.
1979년에는 손의 감염으로 대부분의 시합에 출전하지 못했지만 1980년 러시아 모스크바에서 개최된 제22회 올림픽경기대회에서는 평균대와 마루운동에서 금메달을 획득하며 개인종합 준우승을 하였다. 이로써 코마네치는 올림픽에서 5개의 금메달, 3개의 은메달, 1개의 동메달을 획득하였다. 코마네치의 연기는 힘차면서도 부드럽고, 과감하면서도 우아하여 인간 육체 표현 능력의 한계를 뛰어넘는다는 평가를 받았다.

## 은퇴 이후
1984년 세계선수권과 올림픽에서 21개의 금메달을 목에 걸고 루마니아 부쿠레슈티 스포츠 광장에서 은퇴하였으며, 그해 미국의 로스앤젤레스에서 개최된 제23회 올림픽경기대회에는 동구권 국가들이 불참한 가운데 루마니아 코치로 참석하였다. 이후 1989년 미국으로 망명하였고, 1993년에는 1988년의 올가 코르부트에 이어 두 번째로 체조 명예의 전당에 헌액되었다. 1996년 미국 체조선수 출신인 버트 코너와 루마니아 정교회 방식으로  결혼하여 그 뒤 2001년 미국으로 망명한지 12년만에 정식으로 미국 시민권을 획득했으며 현재 오클라호마주 노먼에서 남편과 함께 체조 아카데미를 운영하며 모델과 자선활동을 하고 있다. 2006년 6월 3일에 외아들 딜런 폴 코너가 태어났다.

## 외부 활동
나디아와 버트는 그들의 매니저인 폴 지어트(Paul Ziert)와 함께 버트 코너 기계체조 아카데미, 국제 기계체조 잡지사, 퍼펙트 10 프로덕션, Inc.(TV 프로덕션 회사), Grips(기계체조 장비 회사) 등을 운영하고 있다.
1999년에 코마네치는 ABC News와 Ladies Home Journal에서 20세기의 가장 영향력있는 100인의 여성으로 뽑혔다. 프랑스어와 영어가 능숙한 코마네치는 다양한 관심사에 의해 세계 각국을 여행하고 있다. 그의 자선 행위는 매우 방대하기로 유명하다. 그는 특별 올림픽 국제기구 이사회의 부회장직을 맡고 있다. 그리고 근육 장애 협회(Muscular Dystrophy Association)의 부회장도 하고 있다. 또, 로레우스 자선 단체 운영진의 회원이기도 하다. 그는 모국의 여러 자선 행사를 지지하기 위해 루마니아를 종종 방문하기도 한다.

## 코마네치 출판물

### '나디아'
1984년에 나디아 코마네치의 일대기를 다룬 영화, <나디아>(Nadia)가 미국에서 개봉했다. 그녀의 어린 시절 혹독한 훈련 과정, 10대의 정신적 방황기, 그리고 그것의 아름다운 극복을 주제로 하고 있다. 루마니아의 한적한 시골교정에서 줄넘기를 하던 6세의 나디아를 벨라와 부인 마티는 가능성을 믿고 체조 선수로 키운다. 첫 시합에서 고전한 나디아는 벨라 선생의 끊임없는 지도로 1976년 올림픽 파견 대표선수로 선발된다. 그러나 체육관계자들의 독선에 의해 벨라 선생의 완고함으로부터 해방 된 나디아는 나태해져 연습 스케줄을 엉망으로 만든다. 그녀는 실의에 빠져 음독자살을 기도하는 등의 좌절이후 벨라 선생을 다시 찾아 간다.(이후의 저서들에서 그녀는 이 영화에 나오는 음독자살 부분은 사실이 아니라고 해명했다.) 선수권 대회를 5주 앞두고 실시된 강훈련에 의해 나디아는 결국 금메달과 은메달을 따내게 된다. 79년의 텍사스 대회에 참가키위해 연습하던 나디아는 손목의 부상에도 불구하고 참여, 만점에 가까운 점수를 획득하여 루마니아팀의 승리에 기여한다.

### '젊은 체조선수에게 쓰는 편지'
2003년 12월에 그는 자신의 감동적인 이야기를 담은 '젊은 체조선수들에게 쓰는 편지(Letters to Young Gymnasts)'를 출간했다. 코마네치는 이 책에서 그녀의 일생에 대한 오해들을 풀어내는데 주안점을 두었다. 그녀는 계속 논란이 되고 있는 카롤리의 비인간적인 훈련법에 대해 반박한다. 또, 루마니아 정부가 새로운 코치를 지정해주었을 때 음독자살하려했다는 사실을 부인한다. 전반적으로 1970년대 루마니아의 힘들고 고된 삶들, 그리고 그녀의 미국으로의 망명 배경 등을 엿볼 수 있는 저서이다.

### '아디다스 광고'
2004년에는 세계적인 스포츠 브랜드인 아디다스(adidas)에서 코마네치의 완벽한 만점 경기 영상을 나스티아 리우킨(Nastia Liukin)과 절묘하게 합성해서 "불가능, 그것은 아무것도 아니다(Impossible, it is nothing)"의 테마로 광고를 만들었다. 이 광고가 화제가 되면서 약 30년 전 코마네치의 경기가 다시 크게 주목받게 되었다.

### '미래의 금메달리스트에게'
2008년 1월에는 Art of Mentoring series 제5권 'Letters to a Young Gymnast(미래의 금메달리스트에게)라는 책을 펴냈다. 여기서 그는 불가능을 뛰어넘을 수 있었던 자신의 인생 이야기와 함께 인생 철학에 대해 피력하고 있다. 겉으로 보기에 매우 화려하고 완벽한 생활을 할 것 같은 금메달리스트의 평범하고도 희비가 엇갈렸던 인생의 과정을 매우 솔직하게 쓴 저서이다.

## 같이 보기
- 올림픽 다관왕 목록